# 门毒国
门毒国，中国史书提及的古地名。在越南中部歸仁、芽庄之间，是古代中西交通沿海航线要地。唐朝賈耽所著《廣州通海夷道》中曾記載西行海道的船隻會經過該地。